# Ryan Sittler
Ryan Sittler (* 28. ledna 1974 v Londonu, Ontario, Kanada) je bývalý mládežnický americký reprezentant v ledním hokeji a syn hokejové legendy Darryla Sittlera. Sestra Meaghan je bývalou úspěšnou hokejovou reprezentantkou USA.

## Reprezentace
V dresu americké juniorské reprezentace nastoupil na mistrovství světa do 20 let v letech 1992 (bronz), 1993 a 1994. Na svém třetím šampionátu v roce 1994 byl kapitánem mužstva, ale hned v prvním utkání si poranil koleno a turnaj pro něj skončil.

### Reprezentační statistiky
| 1992 | USA 20 | MS 20 | 7 | 0 | 1 | 1 | 2 |
| 1993 | USA 20 | MS 20 | 7 | 3 | 2 | 5 | 2 |
| 1994 | USA 20 | MS 20 | 1 | 0 | 0 | 0 | 2 |

## Kariéra
Sittler byl v roce 1992 draftován na celkové sedmé pozici klubem NHL Philadelphia Flyers. Stal se tak spolu s otcem první dvojicí otec - syn, draftovanou v první desítce (Darryl byl v roce 1970 vybrán jako osmý). Ryan ještě dvě sezony po draftu odehrál za celek michiganské univerzity. Profesionální kariéru začal v roce 1994, ale vinou mnoha zranění (mimo jiné zranění oka) pendloval pouze mezi AHL a ECHL. Kariéru ukončil v roce 1999 ve věku 25 let, přičemž poslední dvě sezony strávil až v ECHL, tedy méně kvalitní farmářské soutěži. V NHL nikdy nenastoupil. Web nhl.com jej v jednom článku označil za nejhorší volbu, která kdy byla vybrána na sedmé pozici draftu a v jiném pro změnu za největší draftový přehmat v historii klubu Philadelphia Flyers.

## Klubové statistiky
| Sezona      | Klub                     | Soutěž      | Základní část | Základní část | Základní část | Základní část | Základní část | Play off | Play off | Play off | Play off | Play off |
| Sezona      | Klub                     | Soutěž      | Z             | G             | A             | B             | TM            | Z        | G        | A        | B        | TM       |
| ----------- | ------------------------ | ----------- | ------------- | ------------- | ------------- | ------------- | ------------- | -------- | -------- | -------- | -------- | -------- |
| 1992/93     | Michigan Wolverines      | NCAA        | 35            | 9             | 24            | 33            | 43            | —        | —        | —        | —        | —        |
| 1993/94     | Michigan Wolverines      | NCAA        | 26            | 9             | 9             | 18            | 14            | —        | —        | —        | —        | —        |
| 1994/95     | Hershey Bears            | AHL         | 42            | 2             | 7             | 9             | 48            | —        | —        | —        | —        | —        |
|             | Johnstown Chiefs         | ECHL        | 1             | 1             | 1             | 2             | 0             | —        | —        | —        | —        | —        |
| 1995/96     | Raleigh IceCaps          | ECHL        | 12            | 2             | 8             | 10            | 8             | —        | —        | —        | —        | —        |
|             | Mobile Mysticks          | ECHL        | 21            | 3             | 11            | 14            | 30            | —        | —        | —        | —        | —        |
|             | Hershey Bears            | AHL         | 7             | 0             | 1             | 1             | 6             | —        | —        | —        | —        | —        |
|             | St. John's Maple Leafs   | AHL         | 6             | 1             | 2             | 3             | 18            | 4        | 0        | 0        | 0        | 4        |
| 1996/97     | Baltimore Bandits        | AHL         | 66            | 4             | 22            | 26            | 167           | 3        | 1        | 0        | 1        | 0        |
| 1997/98     | South Carolina Stingrays | ECHL        | 44            | 12            | 15            | 27            | 66            | 4        | 0        | 0        | 0        | 8        |
| 1998/99     | Charlotte Checkers       | ECHL        | 33            | 3             | 9             | 12            | 112           | —        | —        | —        | —        | —        |
| Celkem AHL  | Celkem AHL               | Celkem AHL  | 121           | 7             | 32            | 39            | 239           | 7        | 1        | 0        | 1        | 4        |
| Celkem ECHL | Celkem ECHL              | Celkem ECHL | 111           | 21            | 44            | 65            | 216           | 4        | 0        | 0        | 0        | 8        |

## Po hokejové kariéře
Dnes žije se svojí rodinou na Floridě. Na otázku, jaké to je o sobě číst vždy v období draftu, že byl jedním z největších krachů v jeho historii, odpověděl v roce 2008: „It´s cool.“ (je to bezva)